# Lignane

Un exemple de lignane, le dibenzylbutane.

Un lignane est un composé phénolique formé de deux unités monolignols. Ces mêmes unités de base servent aussi aux végétaux pour synthétiser un long polymère ramifié, tannin au nom proche mais mieux connu, la lignine, présente dans les parois des vaisseaux conducteurs. Il existe de très nombreux lignanes, qui diffèrent par le type de liaison entre les deux unités et les modifications qui interviennent après la dimérisation.

## Propriétés
Certains lignanes présentent la particularité d'avoir des caractéristiques structurales (cycle et groupements hydroxyle en particulier) communes avec les hormones sexuelles, leur permettant de se lier aux récepteurs d'œstrogènes. On les qualifie alors de SERM (specific estrogen receptor modulators) ou, plus couramment, de phytoestrogènes. Par ailleurs, comme de nombreux composés phénoliques, ces biopolymères peuvent être qualifiés d'antioxydants.

## Sources de lignanes
On trouve des lignanes dans de très nombreux végétaux supérieurs. Par contre leur nature, leur localisation et leur teneur sont très variables. Certaines plantes comme le sésame ou le lin en accumulent dans leurs graines. D'autres en contiennent dans leurs parties souterraines, ainsi, la podophyllotoxine, un lignane anti-mitotique, dont sont dérivés des médicaments utilisés en chimiothérapie des cancers du poumon (ex : étoposide), se trouve dans le rhizome de Podophyllum peltatum (ou de Podophyllum hexandrum).

## Teneurs
Les teneurs vont de simples traces à des proportions qui peuvent dépasser 1 % du poids sec comme c'est le cas dans les graines du lin qui détient le record en la matière (3 %). Parmi les autres sources alimentaires on peut mentionner les brocolis et autres choux, certains fruits (abricots, fraises), le thé et le café, et les enveloppes de certaines céréales (seigle en particulier), mais les teneurs sont d'un à deux ordres de grandeur inférieurs. De fortes concentrations sont aussi rencontrées dans le bois de cœur de certains arbres, mais bien sûr ils ne peuvent alors se trouver dans l'alimentation humaine.

## Rôle
Le rôle de ces tannins dans les plantes est varié. Leur appartenance aux « métabolites secondaires » (composés n'intervenant pas dans le métabolisme de base) ainsi que les caractéristiques toxiques, antifongiques ou antibactériennes de certains lignanes font émettre l'hypothèse de leur implication dans les défenses chimiques des plantes contre les herbivores. Les propriétés antioxydantes pourraient aussi être mises à profit par les végétaux pour protéger des réserves lipidiques d'une peroxydation trop rapide, résultant de la photo-oxydation initiée par la lumière. Ceux qui sont phytoœstrogènes ne semblent pas à même de provoquer des perturbations de la reproduction des mammifères comme cela a pu être observé pour d'autres phytoœstrogènes plus « puissants » comme les isoflavones fréquemment rencontrés dans les légumineuses (Fabacées), par exemple le soja ou le trèfle rouge.

## Les lignanes du lin
Le lin cultivé est sans doute la plante cultivée et comestible qui contient le plus de lignanes. Ces lignanes sont accumulés dans ses graines, en particulier dans la partie extérieure. Ce sont le sécoisolaricirésinol et le matairésinol ou leurs formes glycosylées (diglucosides) (voir Secoisolariciresinol diglucoside aussi dénommé SDG). 
 Le sécoisolaricirésinol est un phytoœstrogène. Il est transformé par les bactéries de l'intestin en composés (entérolactone et entérodiol) capables de se fixer faiblement sur les récepteurs aux œstrogènes. Cependant cette fixation n'implique pas une action identique à celle d'un œstrogène comme l’œstradiol, elle peut même venir la concurrencer. Selon les essais cliniques publiés, la consommation de graines de lin ne modifie pas sensiblement les symptômes vasculaires liées à la ménopause (bouffées de chaleur).
Des données d'observations indiquent que la consommation de lignanes diminue faiblement l'incidence du cancer du sein. De plus, une récente étude a montré que la consommation de 25 grammes de graines de lin pendant 6 semaines améliorait le micro-environnement du tissu mammaire chez des femmes en bonne santé. Il faudra néanmoins attendre des études avec des échantillons plus importants pour conclure sur la potentielle prévention du cancer du sein via la consommation de graines de lin. 
Menée à partir de questionnaires auprès de 334 850 femmes âgées de 35 à 70 ans et incluses dans la cohorte EPIC (European Prospective Investigation into Cancer and Nutrition) (durée de suivi : 11,5 ans), une étude datée d'avril 2013 montre cependant qu'il n'y a pas de lien entre la consommation de flavonoïdes et de lignane et le risque de cancer du sein que l'on prenne en compte ou non le statut ménopausique et le statut des récepteurs hormonaux. Une autre étude indique que le SDG pourrait avoir un effet protecteur vis-à-vis des maladies cardiovasculaires.